# Båtviksbanan
Båtviksbanan (finska: Båtvikin rata) var en del av Finlands järnvägar i Kyrkslätt. Banan började från Käla järnvägshållplats och slutade i Kantvik. Banan hade inga andra hållplatser och huvudsakligen bara godstrafik trafikerades på banan. Båtviksbanan byggdes av Sovjetunionen under Porkalaparentesens tid i mitten av 1940-talet.
Ursprungligen sträckte banan sig bara till Båtvik där banan hade ett spår till bryggan vid hamnen. Finska Kabelfabriken Ab köpte Båtvik 1956 och VR började trafikera till fabriksområdet samma år. Också Finska Socker Ab var intresserad av området och köpte tomten därifrån på vinter 1961. Banan fortsatte så att den sträckte sig till Kantvik, där Finska Socker hade fabriken.
På 1980-talet transporterade Nokia viktiga gäster på banan med Vr1 ånglokomotiv och A41 passagerarvagnar. Vagnar och lokomotivet förvaras på fabriksområdet i ett skydd.
VR Cargo slutade trafikera Båtviksvanan i mars 2002 när också Käla hållplats stängdes. Båtviksbanan revs på hösten 2006. Alla år som banan existerade hade den sovjetspårstorlek.